# Otto Dieffenbach (Chemiker, 1862)
Hermann Karl Friedrich Konrad Otto Dieffenbach (* 18. Februar 1862 in Schlitz; † 20. September 1919 in Heppenheim) war ein deutscher Elektrochemiker.

## Leben
Hermann Karl Friedrich Konrad Otto (Rufname: Otto) Dieffenbach wurde als viertes Kind des evangelischen Pfarrers Georg Christian Dieffenbach und seiner Frau Wilhelmine Hartmann 1862 in Schlitz geboren. Er war der jüngere Bruder von Karl Dieffenbach. Otto besuchte das Evangelisch Stiftische Gymnasium Gütersloh, wo er 1881 auch die Reifeprüfung ablegte. Anschließend studierte er Chemie an der Universität Gießen.
1890 habilitierte sich Dieffenbach an der Technischen Hochschule Darmstadt mit der Arbeit Beziehungen zwischen Verbrennungswärme und Konstitution organischer Verbindungen. Er wurde damit zum Privatdozent der Elektrochemie ernannt. Im April 1894 wurde er schließlich ordentlicher Professor für chemische Technologie und Elektrochemie. Er war der erste Leiter des Instituts für chemische Technologie und Elektrochemie. Dieffenbach nahm maßgeblichen Einfluss auf die Ausgestaltung der Labore im Neubau des Chemischen Instituts, das 1896 in der Hochschulstraße eröffnet wurde. Der Architekt dieses Gebäudekomplexes war sein Kollege aus der Architekturabteilung Erwin Marx.
Von 1898 bis 1901 und von 1913 bis 1916 war Dieffenbach Dekan der Abteilung für Chemie der TH. Im Oktober 1914 gehörte er neben 32 weiteren Professoren der TH Darmstadt zu den Unterzeichnern der Erklärung der Hochschullehrer des Deutschen Reiches vom 16. Oktober 1914.
Am 31. März 1918 wurde Dieffenbach auf sein Ersuchen aus gesundheitlichen Gründen emeritiert. Er starb bereits im September 1919 in Heppenheim im Alter von 57 Jahren. Er war seit dem 15. März 1892 mit Sophie Amalie Uloth verheiratet. Die Ehe wurde 1912 geschieden.

## Ehrungen
- 1902: Verleihung des Ritterkreuzes I. Klasse des Verdienstordens Philipps des Großmütigen
- 1907: Ernennung zum Geheimen Hofrat
- 1918: Verleihung des Ehrenkreuzes des Verdienstordens Philipps des Großmütigen